# Первомайський район (Оренбурзька область)
Первома́йський район (рос. Первомайский район) — муніципальний район Оренбурзької області Російської Федерації.
Адміністративний центр — селище Первомайський.

## Географія
Первомайський район розташований на південному заході Оренбурзької області та межує: на півдні — з Республікою Казахстан, на заході — з Самарською областю, на південному заході — з Саратовською областю, на півночі — з Курманаєвським, на північному сході — з Тоцьким, на сході — з Ташлинським районами.
Найбільша протяжність з півночі на південь — 87 км, із заходу на схід — 108 км.

## Історія
Район був утворений в червні 1928 року.

## Населення
Населення — 23636 осіб (2019; 25626 в 2010, 30161 у 2002).

## Адміністративний поділ
Район адміністративно поділяється на 15 сільських поселень:
| Поселення                    | Площа, км² | Населення, осіб (2002) | Населення, осіб (2010) | Населення, осіб (2019) | Центр         | Населені пункти |
| ---------------------------- | ---------- | ---------------------- | ---------------------- | ---------------------- | ------------- | --------------- |
| Володарська сільська рада    | 518,55     | 3251                   | 3119                   | 3390                   | Володарський  | 5               |
| Краснівська сільська рада    | 361,78     | 1768                   | 1322                   | 1026                   | Красне        | 5               |
| Ленінська сільська рада      | 427,22     | 1602                   | 1323                   | 1029                   | Ленінський    | 6               |
| Малозайкинська сільська рада | 613,69     | 1832                   | 1404                   | 1193                   | Малий Зайкин  | 5               |
| Мірошкінська сільська рада   | 221,70     | 1047                   | 874                    | 721                    | Мірошкіно     | 2               |
| Первомайська сільська рада   | 21,36      | 6576                   | 6346                   | 6798                   | Первомайський | 1               |
| Пилаївська сільська рада     | 190,47     | 1040                   | 960                    | 844                    | Озерне        | 2               |
| Революціонна сільська рада   | 235,15     | 890                    | 665                    | 515                    | Революціонний | 1               |
| Рубіжинська сільська рада    | 492,26     | 2079                   | 1484                   | 1207                   | Рубіжинський  | 4               |
| Сергієвська сільська рада    | 260,29     | 1106                   | 923                    | 800                    | Сергієвка     | 3               |
| Соболевська сільська рада    | 197,37     | 1729                   | 1626                   | 1498                   | Соболево      | 4               |
| Совєтська сільська рада      | 233,26     | 963                    | 812                    | 738                    | Совєтське     | 2               |
| Уральська сільська рада      | 592,98     | 2299                   | 1660                   | 1333                   | Уральський    | 6               |
| Фурмановська сільська рада   | 485,37     | 2852                   | 2278                   | 1890                   | Фурманов      | 9               |
| Шапошниковська сільська рада | 203,72     | 1127                   | 830                    | 654                    | Шапошниково   | 3               |

2015 року ліквідована Тюльпанська сільська рада, територія увійшла до складу Фурмановської сільради.

## Найбільші населені пункти
Нижче подано перелік населених пунктів з чисельність населення понад 1000 осіб:
| № | Населений пункт | Населення, осіб (2002) | Населення, осіб (2010) |
| - | --------------- | ---------------------- | ---------------------- |
| 1 | Первомайський   | 6576                   | 6346                   |
| 2 | Володарський    | 1972                   | 1943                   |
| 3 | Уральський      | 1297                   | 1158                   |
| 4 | Соболево        | 1123                   | 1034                   |

## Господарство
Основна галузь економіки району — виробництво сільськогосподарської продукції. Спеціалізація району — зернова і м'ясо-молочне. Виробництвом сільськогосподарської продукції займаються 18 великих і середніх сільськогосподарських підприємств (СПК «Авангард», СВК «Нікольське», СВК «Мірошкін», СПК «ім. Фурманова» та ін.), 95 селянсько-фермерських господарств та особисті підсобні господарства.
Промисловість району представлена паливною промисловістю (нафтовидобувна галузь). На території прокладено близько 800 км газопроводів.